# Zabezpečovací detence
Zabezpečovací detence je druh ochranného opatření, které se vykonává ve zvláštních ústavech, kde jsou realizovány různé psychologické, léčebné, pedagogické a další programy pro zde umístěné osoby, jež jsou nebezpečné společnosti. Tyto ústavy jsou střeženy vězeňskou službou. Zabezpečovací detence není časově omezena, trvá tak dlouho, dokud to vyžaduje ochrana společnosti.
V Česku je zabezpečovací detence realizována ve třech zařízeních: Vazební věznici a Ústavu pro výkon zabezpečovací detence Brno, ve Věznici a Ústavu pro výkon zabezpečovací detence Opava a Vazební věznici a Ústavu pro výkon zabezpečovací detence Praha Pankrác.

## Podmínky uložení zabezpečovací detence
Soud uloží zabezpečovací detenci vždy, pokud:
- upustí od potrestání, ale nařízení zabezpečovací detence je vzhledem ke zmenšené příčetnosti pachatele nebo vzhledem k jeho duševní poruše kvůli ochraně společnosti nutné
- pachatel je vzhledem ke své úplné nepříčetnosti trestně neodpovědný, ale jeho pobyt na svobodě je nebezpečný a ochranné léčení by nebylo k ochraně společnosti dostačující

Kromě toho je možné ji uložit i tehdy, jestliže:
- byl ve stavu vyvolaném duševní poruchou spáchán zločin, pobyt pachatele na svobodě je nebezpečný a ochranné léčení by k ochraně společnosti nebylo dostatečné
- pachatel opakovaně spáchal zločin pod vlivem návykové látky a k ochraně společnosti by opět ochranné léčení nestačilo

## Výkon zabezpečovací detence
Pokud je osoba, které byla zabezpečovací detence uložena, nebezpečná svému okolí, soud nařídí její bezodkladné dodání do ústavu pro výkon zabezpečovací detence, jinak jí poskytne maximálně jednoměsíční lhůtu k obstarání nutných záležitostí před nástupem. Bezodkladné dodání do ústavu realizuje policie.
Výkon zabezpečovací detence lze uložit samostatně i vedle trestu odnětí svobody, v takovém případě se pak vykonává až po výkonu trestu odnětí svobody. Její trvání závisí na posouzení důvodů ochrany společnosti, které přezkoumává vždy nejméně jednou ročně, u mladistvých nejméně jednou za půl roku, okresní soud, v jehož obvodu se daný ústav nachází. Pokud by důvody pro její výkon pominuly, bude zajištěná osoba okamžitě propuštěna, resp. převedena z detence do ochranného léčení ve formě ústavní, jestliže by pro ně splňovala podmínky.